# لوکاس لمل
لوکاس لمل (انگلیسی: Lukas Lämmel؛ زادهٔ ۸ سپتامبر ۱۹۹۷) بازیکن فوتبال اهل آلمان است.
از باشگاه‌هایی که در آن بازی کرده‌است می‌توان به باشگاه فوتبال وی‌اف‌آر آلن اشاره کرد.